# Sele (Šentjur, Slovenija)
Sele je naselje u slovenskoj Općini Šentjuru. Sele se nalazi u pokrajini Štajerskoj i statističkoj regiji Savinjskoj. 

## Stanovništvo
Prema popisu stanovništva iz 2002. godine naselje je imalo 33 stanovnika.